# Galicien (Spanien)
 For alternative betydninger, se Galicien. (Se også artikler, som begynder med Galicien)
Galicien (spansk og galicisk: Galicia) er en autonom region beliggende i den nordvestlige del af Spanien, på Atlanterhavskysten. Det består af provinserne La Coruña (A Coruña), Lugo, Pontevedra og Orense (Ourense). Dens hovedstad er byen Santiago de Compostela, i centrum af regionen. Den mest befolkede by og økonomiske hovedstad er Vigo. Ifølge den spanske konstitution betegnes Galicien som "historisk nationalitet".

## Galiciens historie
Navnet Galicien kommer fra det latinske navn Gallaecia, der er associeret med navnet på den oprindelige keltiske stamme, der boede over Douro-floden, Gallaeci eller Callaeci på latin og Kallaikoi på oldgræsk. 
Før den romerske invasion af området boede der en række stammer i området, der (ifølge Herodot, Plinius den Ældre, Strabon og andre) havde beslægtede kulturer. Stammerne havde tilsyneladende en keltisk kultur, og der er bevis på, at den sidste galiciske person, der talte keltisk døde i 1400-tallet. 
Regionen blev først indtaget af romerne under Decimus Junius Brutus Callaicus i 137-136 f.Kr., men provinsen var kun i stærkt begrænset omfang gjort romersk under Augustus. 
Galicien faldt til Sveberne i 411 og var en del af det svebiske kongerige frem til 584, hvor den visigotiske Kong Leovigild besejrede det svebiske kongerige og lagde det under visigotisk kontrol. Under den mauriske invasion af Spanien var Galicien kortvarigt under maurernes kontrol, men blev drevet ud af Alfonso d. 1. af Asturien i 739.
Under det 9. og 10. århundrede overholdt de galiciske herremænd i varierende grad deres herskeres bud, og de galiciske byer blev med jævne mellemrum overfaldet af normannere og vikinger. Tårnene i Catoria blev bygget som et forsvarsværk mod vikingernes overfald på Santiago de Compostela.
I 1063 delte Ferdinand d. 1. af León sit kongerige mellem sine sønner, og Galicien gik til Garcia d. 2. af Galicien. I 1072 erobrede Garcias bror Alfonso d. 6. af Kastilien området, og fra da af var Galicien en del af det kastiliske og leónske kongerige under varierende grader af autonomi. 
Det sidste tilfælde af galicisk selvstyre før i dag var konflikten mellem Isabella af Kastilien og Xoana. Dronning Isabella anklagede under sin tid som suveræn i Kastilien sin niece Xoana for at være et uægte barn af Beltrán og den tidligere konge (hvilket, hvis det var sandt, ville være ensbetydende med, at hun ikke kunne arve tronen). Dette resulterede i en politisk kamp, og Xoanas støtter (størstedelen af det galiciske aristokrati) tabte og gav Isabella en mulighed for at starte den proces, hun kaldte Doma y Castración del Reino de Galicia ("Tæmning og kastration af kongeriget Galicien").
Galiciske selvstændighedsgrupper opstod i det 19. århundrede, og under den 2. Spanske Republik opnåede man regional selvstændighed for Galicien, men under Francisco Francos diktatur fra 1936 til 1975 blev Galiciens planlagte selvstyre annulleret – ligesom Baskerlandets og Kataloniens selvstyre blev det. Francos styre standsede også enhver officiel anerkendelse af det galiciske sprog, om end den dagligdags brug af sproget ikke blev forbudt. Under det sidste årti af Francos styre genopstod de nationalistiske tendenser i Galicien med fornyet kraft. 
Efter overgangen til demokrati efter Francos død i 1975 genvandt Galicien sin status som en selvstyrende region i Spanien. Der findes stadig grader af nationalistiske og separatistiske grupper i galicisk politik. Det eneste nationalistiske parti, der får større opbakning ved galiciske valg, Bloque Nacionalista Galego (eller BNG), er en blok bestående af venstreorienterede grupper og individer, der plæderer for fuldstændig løsrivelse fra Spanien. Nationalistiske partier har dog indtil videre fået en begrænset opbakning ved valg.
Fra 1990 til 2005 var det regionale parlament (Xunta de Galicia) ledet af Partido Popular, Spaniens ledende konservative parti under Manuel Fraga, en tidligere minister under Franco-styret. I 2005-valgene mistede Partido Popular dog sit absolutte flertal, og en koalitionsregering mellem Partido dos Socialistas de Galicia (PSG) (den regionale udgave af det spanske socialistparti) og BNG blev dannet. Som det største parti i koalitionen udpegede PSG sin leder Emilio Perez Touriño som Galiciens nye præsident.

## Sprog
I Galicien er de to officielle sprog spansk og galicisk. Det galiciske sprog er stærkt beslægtet med portugisisk, og er ved afslutningen af det 20. århundrede blevet anerkendt som officielt sprog. Spansk var inden da det eneste officielle sprog i mere end 400 år. I dag undervises der både i spansk og galicisk i de galiciske skoler, og der er i regionen bred enighed om at bevare det galiciske sprog. 
Det galiciske og det portugisiske sprog er begge variationer af det tidlige galicisk-portugisiske sprog, og af mange regnes sprogene som to dialekter af det samme sprog. I middelalderen begyndte de to sprog at afvige fra hinanden, hvilket styrkedes af den politiske adskillelse af de to regioner. De to sprog ligner dog stadig hinanden.

## Geografi
Siden 1833 har Galicien været inddelt i fire administrative provinser:
- A Coruña,
- Ourense,
- Pontevedra, og
- Lugo.

Regionens hovedstad er Santiago de Compostela, der samtidig siges at være begravelsesstedet for apostlen Jakob. Santiago de Compostela var dermed hjemsted for middelalderens mest berømte pilgrimsfærd, Jakobsvejen. 
Geografisk er regionen især kendt for sine mange fjordlignende kyststrækninger; æstuarier, der efterhånden blev overdækket ved havstigningerne efter istiden. Disse kaldes rías og er delt ind i Rías Altas, Rías Medias, og Rías Baixas. Størstedelen af befolkningen bor nær Rías Baixas, hvor flere storbyer som Vigo og Pontevedra er placeret. Ríaserne er vigtige for fiskeriet, hvorfor Galiciens kyst er et af verdens væsentligste fiskericentre. Det spektakulære landskab tiltrækker hvert år masser af turister. Klimaet er mildt året rundt. Santiago de Compostela har omkring 100 regnvejrsdage om året. Det indre Galicien, især de bjergrige dele omkring Ourense og Lugo har dog kulde og større snemængder i vintermånederne. 
Galicien har bevaret en stor del af sine skove uberørte, og der kan ofte ses vilde dyr i skovområderne, og landskabet med grønne bakker, klipper og rías får landskabet til at adskille sig væsentligt fra, hvad man i øvrigt forbinder med Spanien.

## Økonomi
Den galiciske økonomi er varierende i regionen. Langs vestkysten er der store, urbane områder med fiskeri og produktionsvirksomheder, der oplever en økonomisk vækst og befolkningstilgang, mens man inde i landet i Ourense- og Lugo-regionerne er afhængige af traditionelt landbrug. Den store fremgang i turismen og den traditionelle brug af økologiske dyrkningsmetoder i det indre af landet har dog givet også denne region økonomisk fremgang gennem de seneste år.

## Køkken
Det galiciske køkken bruger mange fisk og skaldyr. En af hovedretterne, Empanadas, er en kød- eller fisketærte, der er influeret af det keltiske køkken. Caldo Galego er en suppe, der primært består af kartofler og en lokal grøntsag, "grelo" (Brassica rapa subsp. campestris), altså agerkål.

## Note
1. ↑  Galicisk wikipedia: Grelo (galicisk)

- Wikimedia Commons har flere filer relateret til Galicien (Spanien)

42°48′N 7°54′V / 42.8°N 7.9°V